# Conocephalus goianus
Conocephalus goianus är en insektsart som beskrevs av Piza Jr. 1977. Conocephalus goianus ingår i släktet Conocephalus och familjen vårtbitare. Inga underarter finns listade i Catalogue of Life.